# Kalevi Lehtovirta
Kalevi Valdemar Lehtovirta, född 20 februari 1928 i Åbo, död 10 januari 2016, var en finländsk fotbollsspelare. Under karriären spelade han bland annat för TPS Åbo och franska Red Star. Han gjorde 44 landskamper för Finlands landslag och deltog i OS 1952.
Lehtovirta blev 1951 utsedd till Årets fotbollsspelare i Finland.